# Туркменэнерго
Государственная электроэнергетическая корпорация «Туркменэнерго» (туркм. «Türkmenenergo» döwlet elektroenergetika korporasiýasy) — комплексная самостоятельная организация в составе Министерства энергетики Туркменистана, обеспечивающая эксплуатацию и обслуживание энергетических объектов, осуществляющая централизованное обеспечение электрической и тепловой энергией потребителей промышленной и социально-бытовой сферы, а также обеспечение экспорта электроэнергии, строительство, эксплуатацию и ремонт электростанций и линий электропередач.

## История
Создана 6 августа 1992 года как Туркменская государственная энерготехнологическая корпорация «Кувват» в качестве правопреемника упраздненного производственного объединения энергетики и электрификации «Туркменэнерго» Министерства энергетики и электрификации СССР.
С 1 июля 2005 года переименована в Государственную электроэнергетическую корпорацию «Туркменэнерго».

## Структура

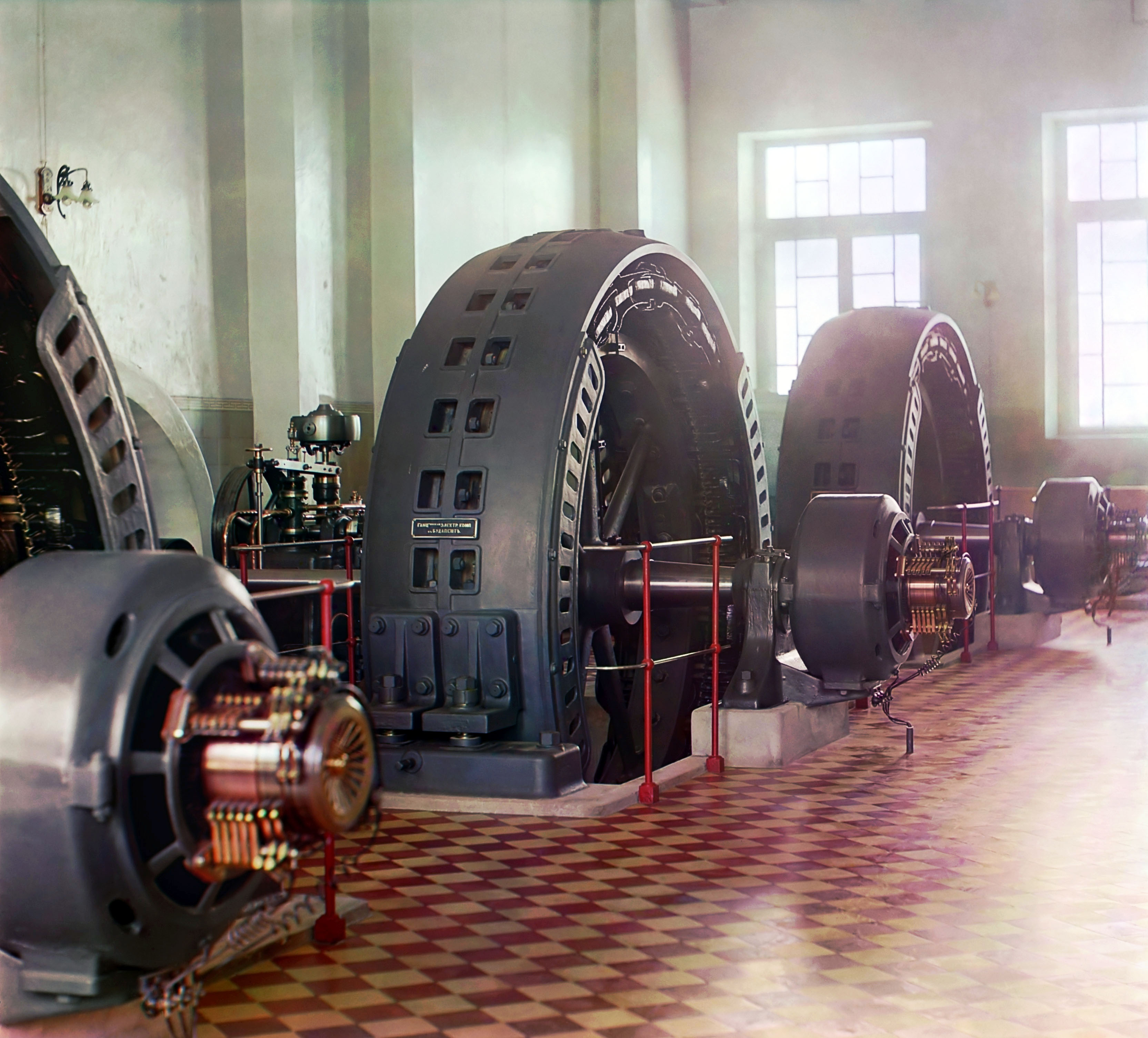
Машинный зал Гиндукушской ГЭС в 1911 году. Фотография М. С. Прокудина-Горского.

До 2014 года в состав компании входили 10 государственных электростанций суммарной установленной мощностью 3984,2 МВт:
- 9 тепловых электростанций:
  - Марыйская ГЭС (аббревиатура ГЭС означает государственная электростанция) — крупнейшая тепловая электростанция страны, установленной мощность 1685 МВт, 1973 года ввода (ранее называлась Марыйская ГРЭС);
  - Туркменбашинская ТЭЦ (ранее Красноводская ТЭЦ-2) — 420 МВт, 1961 год;
  - Абаданская ГЭС (ранее Безмеинская ГРЭС) — 321 МВт, 1957 год;
  - Ашхабадская ГЭС — 254,2 МВт, 2006 год;
  - Балканабадская ГЭС (ранее Небитдагская ГРЭС) — 380,2 МВт, 2010 год;
  - Дашогузская ГЭС — 254,2 МВт, 2007 год;
  - Авазинская ГЭС — 254,2 МВт, 2010 год;
  - Ахалская ГЭС — 254,2 МВт, 2010 год;
  - Сейдинская ТЭЦ — 160 МВт, 1992 год;
- Гиндукушская ГЭС — гидроэлектростанция мощностью 1,2 МВт, 1913 год.

В середине 2010-х годов в строй были введены три тепловые электростанции:
- ГЭС «Ватан» (2016);
- Дервезинская ГЭС (2015);
- Лебапская ГЭС (2014).

Кроме того, в состав компании входят:
- Производственное объединение «Ахалэнерго»;
- Производственное объединение «Ашхабадэнерго»;
- Производственное объединение «Балканэнерго»;
- Производственное объединение «Дашогузэнерго»;
- Производственное объединение «Лебапэнерго»;
- Производственное объединение «Марыэнерго»;
- Предприятие «Госэнергонадзор»;
- Управление городского освещения г. Ашхабада;
- Специализированное производственное объединение «Туркменэнергоремонт» ;
- Предприятие «Энергоэнджам»;
- Торгово-комплектующее предприятие «Марыэнергокомплект».